# Alzateaceae
La familia Alzateaceae consta de una única especie, Alzatea verticillata, un pequeño árbol o arbusto florido (hasta 20 metros) oriundo del Neotrópico (ecozona que comprende Sudamérica, América Central y el Caribe). Habita los bosques húmedos submontañosos desde Costa Rica y Panamá en América Central hasta el sur de Perú y Bolivia en la Sudamérica tropical.
Los parientes más próximos de Alzateaceae son las familias Penaeaceae, Oliniaceae y Rhynchocalycaceae del sur de África.

## Descripción
Son arbustos o árboles completamente glabros; ramas opuestas o verticiladas, rojo-purpúreas a pardo-rojizas. Hojas oblongo-obovadas a anchamente oblongo-ovadas, gruesas, coriáceas, lustrosas. Flores con el tubo floral grueso, nectarífero desde la base hasta los senos de los lobos del cáliz; estambres con los filamentos robustos, cortos, las anteras tan largas como los filamentos, carnosas, rosadas, colocadas en ángulo recto en relación con los filamentos, extendiéndose hacia afuera entre los lobos del cáliz. Cápsulas con la nervadura resaltada.

## Taxonomía
Alzatea verticillata fue descrita por Hipólito Ruiz López & José Antonio Pavón y publicado en Systema Vegetabilium Florae Peruvianae et Chilensis 1: 72–73, en el año 1798.
Sinonimia
- Alzalia mexicana F.Dietr.
- Alzatea mexicana F.Dietr.[3]